# Pyłyp Budkiwski
Pyłyp Wjaczesławowycz Budkiwski, ukr. Пилип В'ячеславович Будківський (ur. 10 marca 1992 w Kijowie) – ukraiński piłkarz pochodzenia rumuńskiego, grający na pozycji napastnika.

## Kariera piłkarska

### Kariera klubowa
Wychowanek klubów Widradny Kijów i Szachtar Donieck, barwy których bronił w juniorskich mistrzostwach Ukrainy (DJuFL). W 2009 rozpoczął karierę piłkarską w drużynie rezerw Szachtara Donieck. Na początku stycznia 2011 został wypożyczony do Illicziwca Mariupol. 20 marca 2011 debiutował w Premier-lidze. Po zakończeniu sezonu 2011/12 Illicziweć wykupił transfer piłkarza. 28 lutego 2013 roku powrócił do Szachtara. 13 czerwca 2013 ponownie został wypożyczony tym razem do FK Sewastopol. 24 stycznia 2014 został wypożyczony do Zorii Ługańsk. 13 lipca 2016 został wypożyczony do Anży Machaczkała. 10 lipca 2017 został wypożyczony do belgijskiego KV Kortrijk. 12 lutego 2018 ponownie wrócił do Anży. 14 czerwca 2018 został wypożyczony do FC Sochaux-Montbéliard. 18 stycznia 2019 przeszedł do Zorii Ługańsk. 6 stycznia 2020 przeniósł się do Desny Czernihów.

### Kariera reprezentacyjna
Występował w reprezentacjach juniorskich reprezentacjach U-17 i U-19. Od 2011 zawodnik młodzieżówki. 9 października 2014 debiutował w narodowej reprezentacji Ukrainy w wygranym 2:0 meczu z Białorusią.